# Эйнштейн, Ганс Альберт
Ганс (Ханс) Альберт Эйнштейн (нем. Hans Albert Einstein, 14 мая 1904 — 26 июля 1973) — швейцарский, позднее американский инженер-гидротехник и педагог, старший из двух сыновей Альберта Эйнштейна и Милевы Марич, отец их единственного внука Бернарда Сизера Эйнштейна.
Ганс Эйнштейн был профессором гидротехники в Калифорнийском университете в Беркли. Он стал широко известен своими исследованиями переноса осадочных пород.

## Биография
Ганс Альберт Эйнштейн родился 14 мая 1904 года в Берне (Швейцария), где его отец, Альберт Эйнштейн, тогда работал экспертом в патентном ведомстве. Его младший брат Эдуард Эйнштейн родился в 1910 году, умер после тяжёлой душевной болезни в 1965 году. Их родители развелись в 1919 году после пятилетнего раздельного проживания. Сыновья остались в Швейцарии с матерью, отец, переехавший в Берлин, часто навещал их.
Ганс Эйнштейн вначале пошёл по стопам своих родителей и поступил в ETH, Швейцарский политехникум в Цюрихе, однако выбрал не теоретические науки, а инженерные. В 1926 году он был награждён дипломом в области гражданского строительства. С 1926 по 1930 год Ганс Эйнштейн работал конструктором на проекте строительства моста в Дортмунде . В 1936 году получил степень доктора технических наук. Его докторская диссертация «Перенос донной нагрузки как вероятностная проблема» (Der Geschiebetrieb als Wahrscheinlichkeitsproblem) считается завершающей работой по переносу осадочных пород.
Отец Ганса, Альберт Эйнштейн, покинул Германию в 1933 году в результате антисемитской травли и угроз со стороны нацистов. По совету отца, Ганс Эйнштейн также вскоре (в 1938 году) эмигрировал из Швейцарии в Гринвилл, штат Южная Каролина. В декабре 1938 года он подал заявление на американское гражданство. Под влиянием жены Ганс Альберт сблизился с маргинальной сектой «Христианская наука», что имело трагические последствия — через несколько месяцев после приезда в Америку Клаус, шестилетний сын Ганса Альберта, заразился дифтерией и умер, поскольку идеология секты запрещала прибегать к помощи врачей. Отец навещал Ганса Альберта, они вместе бродили по лесам и обсуждали инженерные проблемы, совершили несколько путешествий по Америке.
С 1938 по 1943 год Ганс Эйнштейн работал в Министерстве сельского хозяйства США, изучал перенос осадочных пород. Он продолжал сотрудничать с Министерством сельского хозяйства США и после перехода в Калифорнийский технологический институт (1943 год). В 1947 году он занял должность доцента по гидротехнике в Калифорнийском университете в Беркли, где продвинулся до полного профессора, а затем почётного профессора.
Ганс Эйнштейн путешествовал по миру, участвовал в гидротехнических конференциях. Был заядлым моряком, часто вывозил коллег и семью на экскурсии по заливу Сан-Франциско . Во время своих многочисленных путешествий он сделал тысячи фотографий, многие из которых он представил в виде слайд-шоу. Он также любил музыку (об этом даже упомянуто на его могильном камне), играл на флейте и фортепиано. Оставил ценные воспоминания об отце, в частности, о его отношении к музыке.
В 1955 году Ганс Альберт прилетел на самолёте из Сан-Франциско к умирающему отцу и проводил его в последний путь.

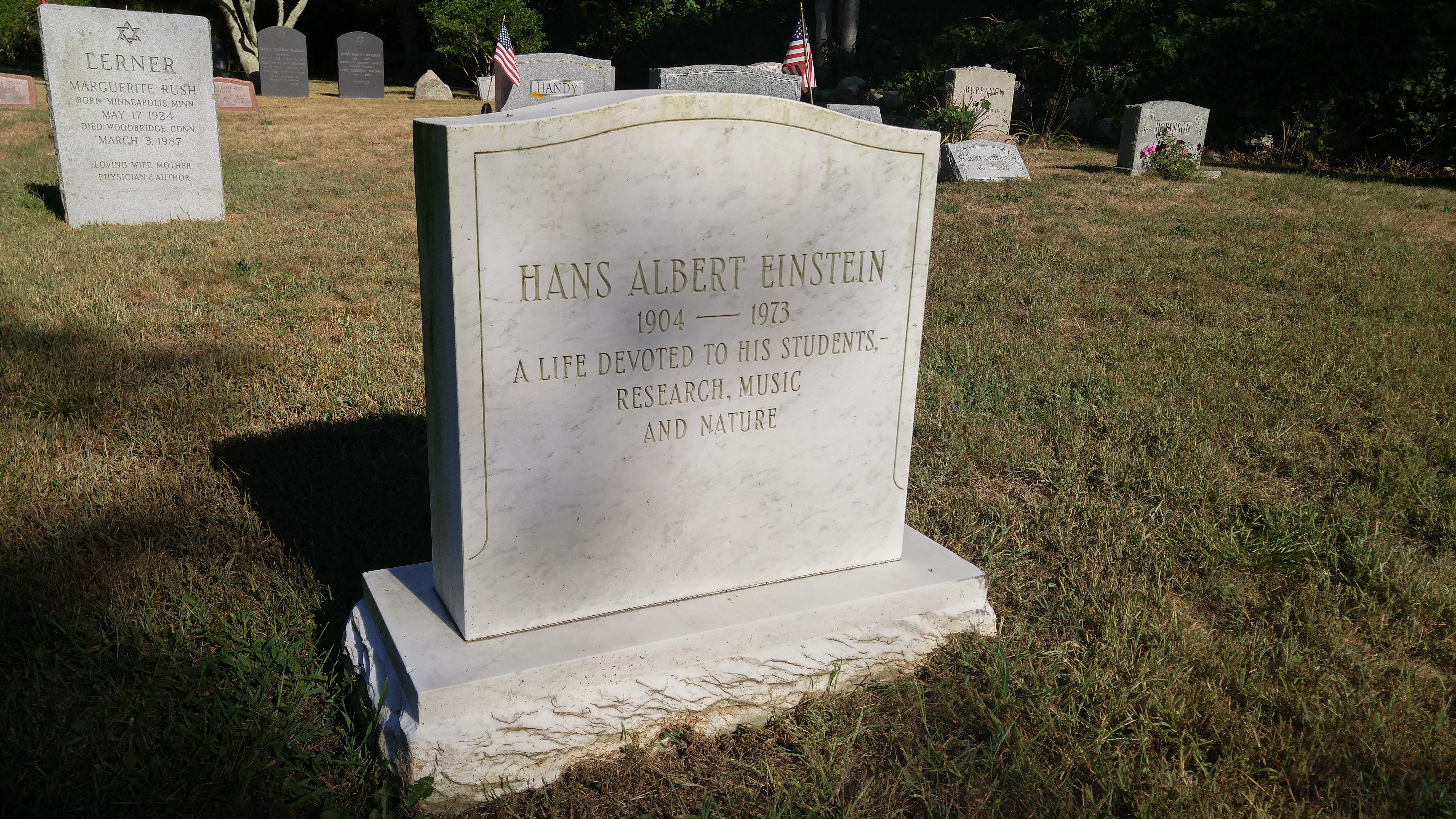
Надгробие Ганса Альберта Эйнштейна на кладбище в Вудс-Хоул, штат Массачусетс. На нём написано: «Жизнь, посвящённая его ученикам — исследованиям, музыке и природе».

26 июля 1973 года Ганс Эйнштейн был на симпозиуме в Вудс-Хоул в штате Массачусетс, когда почувствовал себя плохо, упал и умер от сердечной недостаточности.

## Личная жизнь
В 1927 году Ганс Альберт Эйнштейн женился на Фриде Кнехт (1895—1958), преподавателе немецкого языка и литературы. Отец Альберт не одобрял Фриду так же сильно, как некогда его родители — Милеву. У Эйнштейна и Фриды были четверо детей.
- Бернард Сизер Эйнштейн (10 июля 1930 — 30 сентября 2008)[18], физик и инженер.
- Клаус Мартин Эйнштейн (1932—1939)[19] умер от дифтерии в возрасте шести лет[20].
- Дэвид Эйнштейн (октябрь—ноябрь 1939), не прожил и одного месяца[21].
- Эвелин Эйнштейн (28 марта 1941 — 13 апреля 2011), приёмная дочь. Обстоятельства её рождения неизвестны, ходили ничем не подтверждённые слухи, что она — незаконная дочь Эйнштейна-отца[22][23].

Фрида умерла в 1958 году, а год спустя Ганс Альберт женился на нейрохимике Элизабет Робоз (1904—1995).

## Признание
Ганс Эйнштейн был удостоен:
- стипендии Гуггенхайма (1953);
- награды за исследования от Американского общества инженеров-строителей (в 1959 и 1960 годах);
- премии «the Berkeley Citation» от Калифорнийского университета (1971);
- почётной грамоты Министерства сельского хозяйства США (1971);
- свидетельства о признании Американским обществом инженеров-механиков более 20 лет «преданного и выдающегося служения» в журнале Applied Mechanics Reviews (1972 г.).

Чтобы почтить его выдающиеся достижения в области гидротехники, Американское общество инженеров-строителей учредило в 1988 году «Премию Ганса Альберта Эйнштейна», и ежегодная награда вручается тем, кто внёс значительный вклад в эту область.
Его работы хранятся в архиве по водным ресурсам Калифорнийского университета в Риверсайде и в специальном архиве Университета Айовы.

## В искусстве
Жизнь Ганса Альберта и его непростые отношения с отцом отражены в американском 10-серийном телефильме.